# Будний Борис Любомир
Будний Борис Любомир (*18 вересня 1941) — український драматург, диктор, редактор.

## Біографія
Народився 18 вересня 1941 р. у Німеччині, у 1951 р. разом із батьками емігрував до Канади. Середню освіту здобув у Монреалі, вищу — у Сент Джордж Вілльямс університеті (1962), ступінь магістра — у МекГіл (1969). З 1966 р. перебував на федеральній службі Канади. Брав участь у радіопрограмах, українському хорі (1959–1967), драматичних виставах.
Був активним членом драматичного клубу (1963–1969). Видавав журнал «Зазулька», співпрацював із «Лисом Микитою». Його п'єси такі як : Санта Клавс, Лицар на Білому Коні, Viva Бойко, Танок Волі, Мала Церква Страхіть (Духи Добра) були ставлені на сценах Канади й Америки. Танок Волі навіть появився на сценах України. Багато його п'єс були в репертуарі самодіяльного театру «Заграва» в Торонто.

## Творчість
Автор драматичних творів:
- «Санта Клявс» (1967),
- «Лицар на Білому Коні» (1968),
- Синє, Жовте й інші кольори (1971)
- Художник (1970)
- Загублуний Скарб (1972)
- «Роксоляна» (1973),
- «Viva Бойко» (1981)
- Танок Волі (!985)
- Марко в Пекл! (1996)
- Мала Церква Страхіть (Духи Добра) (2009)
- Чудо Близько 9ої Ямки (2014)
- Санта Микола (2016)
- Зелене Сміття - Зелений Баняк (2016)
- The Devil and President Krawchuk (1993)
- Femina Uberalis (1994)
- The Wrath of God (1995)
- How Volodymyr the Great Christianized Kyivan Rus`